# Ensemble estatístico
Em física matemática, o conceito de ensemble,  ou ensemble estatístico ou simplesmente conjunto estatístico foi introduzido em mecânica estatística e termodinâmica por J. W. Gibbs em 1902. Trata-se de uma idealização que consiste em considerar um grande número de cópias virtuais do sistema, cada uma representando um estado físico possível em que o sistema pode estar. Em outras palavras, um conjunto estatístico é uma distribuição de probabilidade para o estado do sistema. Um ensemble termodinâmico é uma variedade específica do conjunto estatístico que está em Equilíbrio termodinâmico, e é utilizado para obter as propriedades de sistemas termodinâmicos a partir das leis da Mecânica clássica ou quântica. 

## Considerações físicas
O ensemble estatístico concretiza a noção de que se um experimentador repetir uma experiência diversas vezes nas mesmas condições macroscópicas, pode observar uma gama de resultados diferentes. Isto se justifica porque o experimentador é incapaz de controlar os detalhes microscópicos.
O tamanho de conjuntos em termodinâmica, mecânica estatística e mecânica estatística quântica pode ser muito grande a fim de incluir todos os possíveis estados microscópicos do sistema que estão de acordo com as suas propriedades macroscópicas. No entanto, para os casos físicos importantes, pode ser possível calcular médias diretamente ao longo de todo o conjunto termodinâmico, e assim obter fórmulas explícitas para muitas das quantidades termodinâmicas de interesse.
O conceito de um equilíbrio ou conjunto estacionário é crucial para algumas aplicações de conjuntos estatísticos. Embora um sistema mecânico certamente evolui ao longo do tempo, o conjunto não tem necessariamente de evoluir. Na verdade, o conjunto não vai evoluir se ele contém igualmente todas as fases passadas e futuras do sistema. Tal conjunto estatístico, que não se altera ao longo do tempo, é chamado estacionário ou é dito estar em equilíbrio estatístico.

## Principais ensembles de termodinâmica estatística
O estudo da termodinâmica está preocupado com sistemas que aparecem à percepção humana como "estáticos" (apesar de haver movimento das suas partes internas), e que pode ser descrito simplesmente por um conjunto de variáveis macroscopicamente observáveis. Estes sistemas podem ser descritos por conjuntos estatísticos que dependem de alguns parâmetros observáveis, e que estão em equilíbrio estatístico. Nota-se que diferentes vínculos macroscópicos levam a diferentes tipos de conjuntos, com características estatísticas particulares. Três conjuntos termodinâmicas importantes foram definidas:
- Ensemble microcanônico ou ensemble NVE - um conjunto estatístico em que a energia total do sistema e o número de partículas no sistema são fixos, isto é, cada uma das cópias do sistema são obrigadas a ter a mesmo energia total e número de partículas. O sistema deve permanecer totalmente isolado (incapaz de trocar energia ou partículas com seu ambiente), a fim de ficar em equilíbrio estatístico.

- Ensemble canônico ou ensemble NVT - um ensemble estatístico onde a energia não se sabe exatamente, mas o número de partículas é fixo. Em lugar da energia, a temperatura é especificada. O conjunto canônico é apropriado para descrever um sistema fechado que se encontra, ou tenha estado, em contato térmico com um banho de calor. A fim de atingir o equilíbrio estatístico o sistema deve se manter totalmente fechado (incapaz de permutar partículas com o seu ambiente), e pode entrar em contato térmico com outros sistemas de mesma temperatura.

- Ensemble grande canônico ou ensemble μVT - um ensemble estatístico em que nem a energia nem o número de partículas são fixas. Em seu lugar, a temperatura e o potencial químico são especificados. O ensemble grande canônico é apropriado para descrever um sistema aberto: aquele que está, ou esteve, em contato (térmico, químico, radiativo, elétrico, etc.) com um reservatório. O conjunto fica em equilíbrio estatístico quando o sistema entra em contato com outros sistemas se mesmo potencial químico e temperatura.